# زوال عقل اجسام لویی

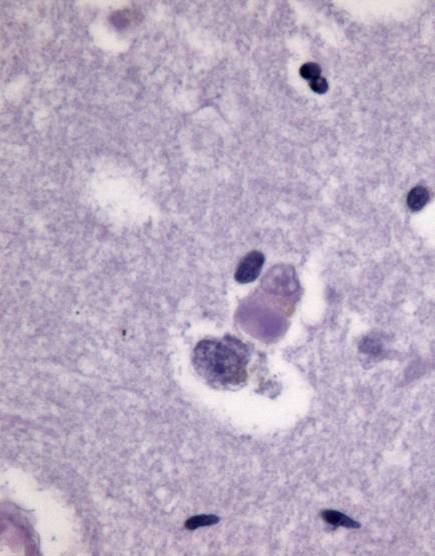
اجسام لویی نشان داده شده در زیر میکروسکوپ در کالبدشکافی فرد مبتلا به DLB

زوال عقل اجسام لویی یا دمانس اجسام لویی (به انگلیسی: Lewy body dementias) گروهی مشابه و رایج از زوال عقل است که به دو صورت زوال عقل با اجسام لویی (DLB) و زوال عقل بیماری پارکینسون (PDD) رخ می‌دهد. هر دو نوع زوال عقل اجسام لویی با زوال در تفکر، حرکت، رفتار و خلق و گاهی حافظه مشخص می‌شود. این دو بیماری ویژگی‌های مشابهی دارند و اعتقاد بر این است که طیفی از بیماری‌های مرتبط با اجسام لویی، که شامل بیماری پارکینسون نیز می‌شود، می‌توانند دلایل مشابهی داشته باشند. تحقیقات نشان می‌دهد از سال ۲۰۱۴، این نوع دمانس بیشتر از هر نوع زوال عقل رایج دیگری به اشتباه تشخیص داده شده‌است.
علت دقیق اصلی این بیماری مشخص نیست، اما بررسی‌ها رسوبات گسترده‌ای از توده‌های غیرطبیعی پروتئین که در نورون‌های مغز بیمار تشکیل می‌شود را نشان داده‌است. این توده‌ها که به نام اجسام لویی (کشف شده در سال ۱۹۱۲ توسط فردریک لویی) و نوریت‌های لویی شناخته می‌شوند، هم بر سیستم عصبی مرکزی و هم بر سیستم عصبی خودمختار تأثیر می‌گذارند. ویرایش پنجم راهنمای تشخیصی و آماری اختلالات روانی (DSM-5) بیماری‌های اجسام لویی را به عنوان زیرگروه عامل زوال عقل با اجسام لویی، و بیماری پارکینسون را به عنوان زیرگروه مسبب زوال عقل بیماری پارکینسون معرفی می‌کند. تشخیص قطعی این بیماری تنها به وسیله کالبدشکافی و کشف اجسام لویی، برای دمانس با اجسام لویی، عمدتاً در نواحی قشر مغز، و برای دمانس بیماری پارکینسون، در گانگلیونهای پایه زیر قشری مشخص می‌شود؛ هر چند تشخیص احتمالی بیماری نیز بر اساس علائم مختلف مانند اختلالات شناختی، هوشیاری، توهم و برخی دیگر علائم بالینی صورت می‌پذیرد.

## طبقه‌بندی
سینوکلئینوپاتی‌ها (زوال عقل با اجسام لوی، زوال عقل بیماری پارکینسون و بیماری پارکینسون) با ویژگی‌های مشترک علائم حرکتی پارکینسونیسم، علائم عصبی-روانی، اختلال شناخت، اختلالات خواب، و توهمات بینایی مشخص می‌شوند.
MeSH بیماری‌های اجسام لویی را در چند دسته فهرست می‌کند: به عنوان یک بیماری سیستم عصبی در دو فهرست، یک اختلال حرکتی پارکینسونی گانگلیون پایه و دیگری تحت عنوان بیماری مغزیِ زوال عصبی مرتبط با سینوکلئینوپاتی. به عنوان یک اختلال عصبی-شناختی که در فهرست زوال عقل قرار دارد.